# Erich Gerer

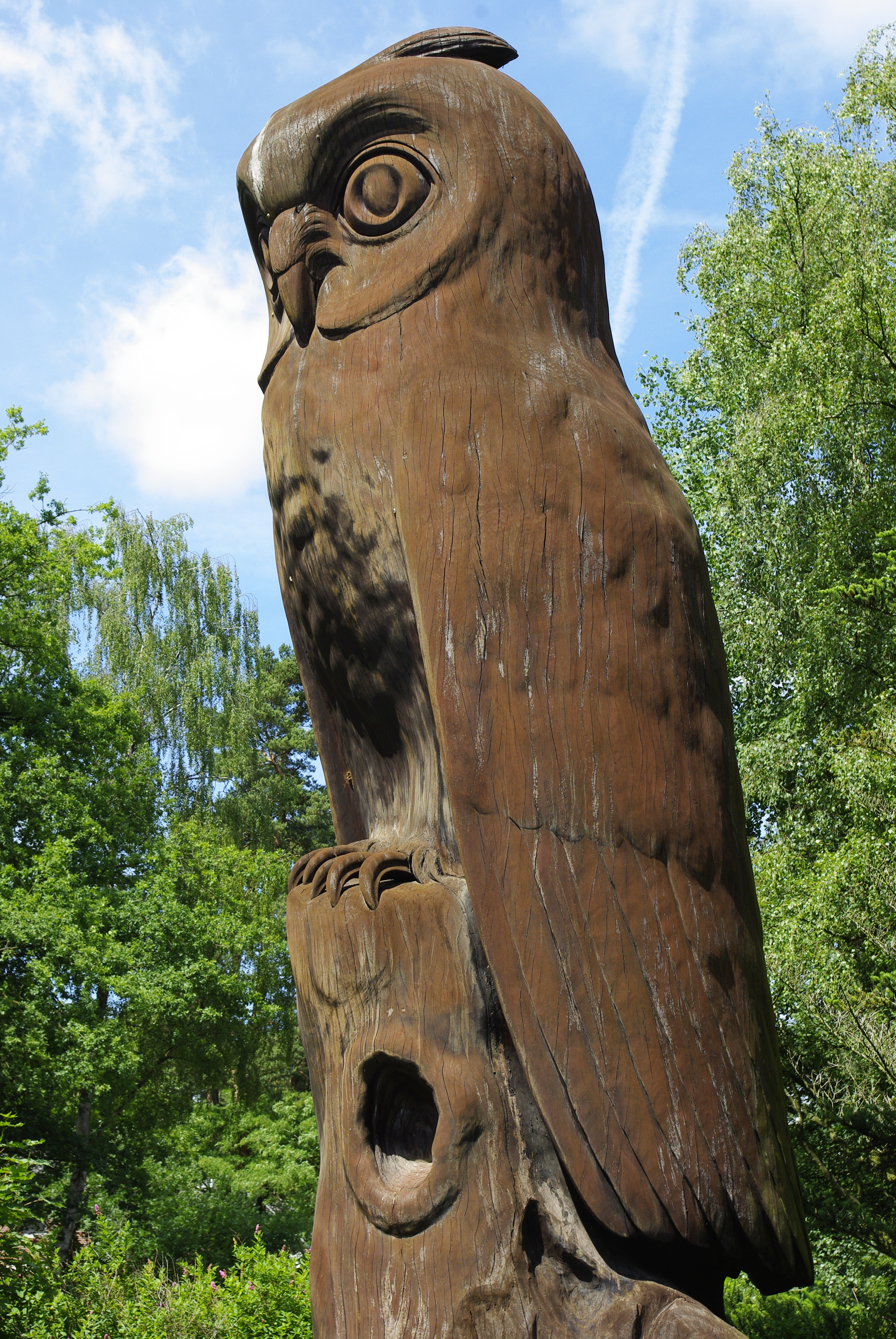
Ehemalige, geschnitzte Eule „Habru“ aus Kosipo-Holz vom Bildhauer Erich Gerer. Entstanden: 1984, abgerissen 2020, Masse 17 t, Höhe 7 m, Durchmesser 2,10 m

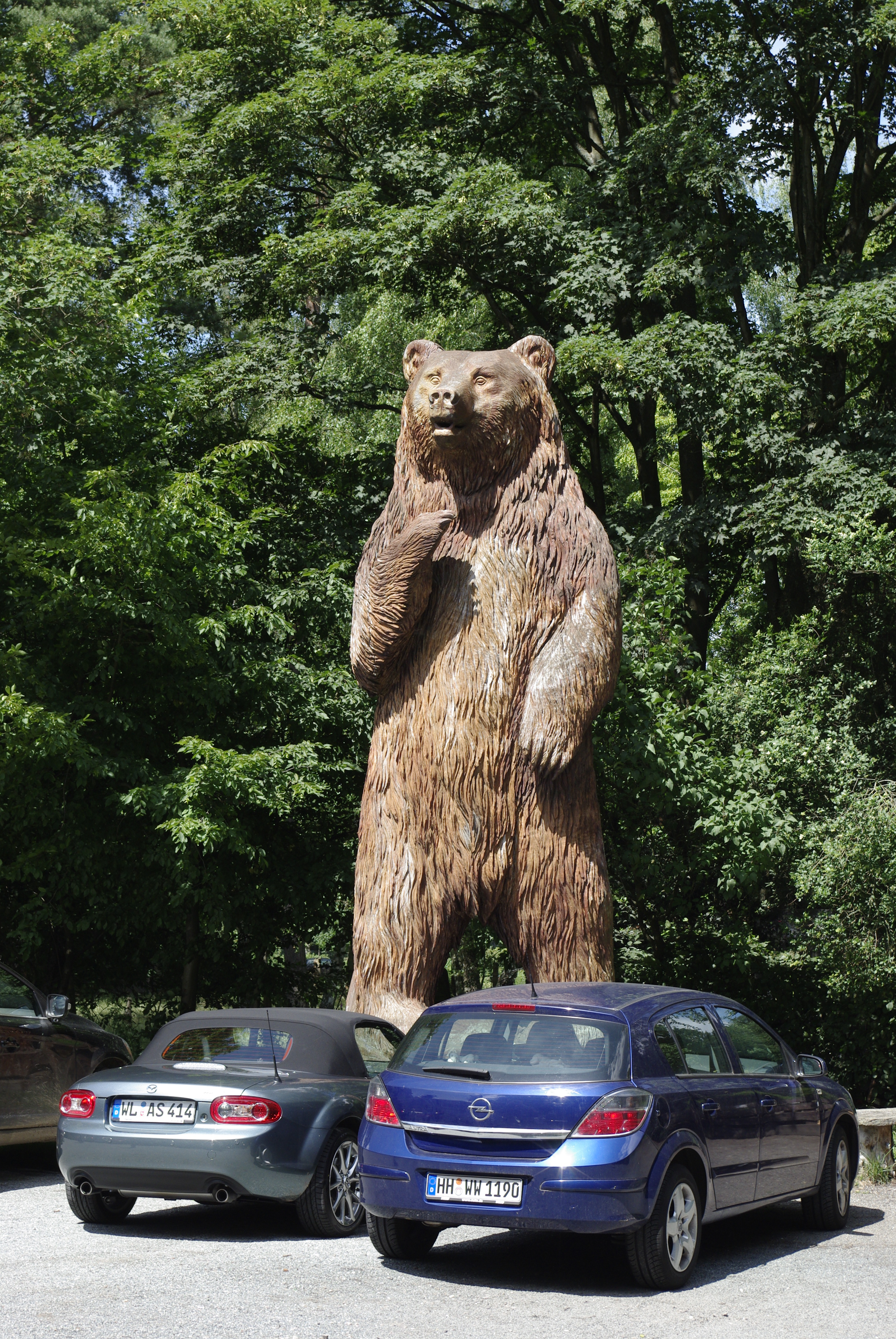
Geschnitzter Bär des Bildhauers Erich Gerer. Entstanden: 2001, Masse 15 t, Höhe 6,5 m, Durchmesser 2,5 m

Erich Gerer (* 23. März 1945 in Fußach bei Bregenz; † 17. Januar 2025 in Hamburg) war ein österreichischer Bildhauer.

## Leben
Gerer absolvierte eine Ausbildung zum Maschinenbauer. Seit 1968 war er als Bildhauer tätig. Bevorzugte Motive waren Tiere und Fabelwesen aus Holz. Seit 1975 wohnte er im Stadtteil Hausbruch in Hamburg.
Laut Guinness-Buch der Rekorde schnitzte Gerer die größte Eule (1984) und den größten Bär (2001) der Welt. Der Bär wurde aus einem Kosipo-Holzstamm geschnitzt und hat folgende ungefähren Maße: Durchmesser 2,5 m, Höhe 6,5 m und Masse 15 t. Zur Fertigstellung benötigte Gerer etwa 1.200 Stunden.
Bis Mitte Juni 2020 war die Eule so morsch geworden, dass ihre Standsicherheit nicht mehr gewährleistet war. Sie wurde mit einem Bagger umgestoßen; dabei brachen Stücke von ihr  ab. Später wurden von Souvenirjägern die Krallen der Eule abgesägt. Spätestens Mitte Oktober war die Eule nicht mehr da.
2007 entstanden die Holzstandbilder der Comicfiguren Popeye und Olivia vor dem Hamburger Lokal „Zum Schellfischposten“. Neben zahlreichen Skulpturen in Hamburg befinden sich Gerers Werke in Australien, England, Kanada und der Schweiz. 2006 schuf Gerer in 250 Arbeitsstunden einen 2,20 m hohen, 1,10 m breiten und 770 kg schweren, aus Holz gearbeiteten Obelix für einen Unternehmer in Bregenz (Österreich), der die beiden vorhandenen Skulpturen Idefix und Asterix ergänzte.

Skulpturen von Erich Gerer
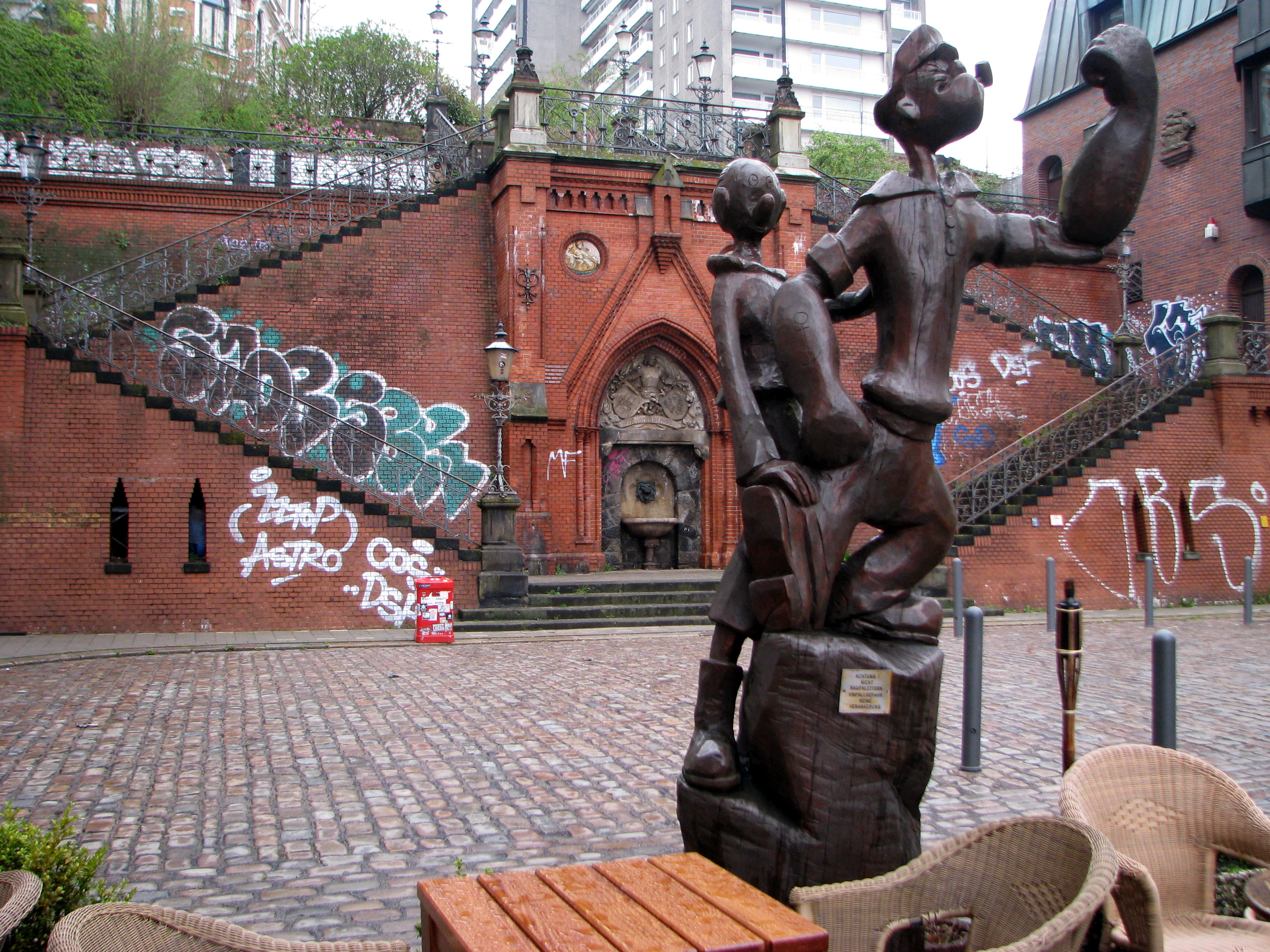
Popeye, der-Seefahrer
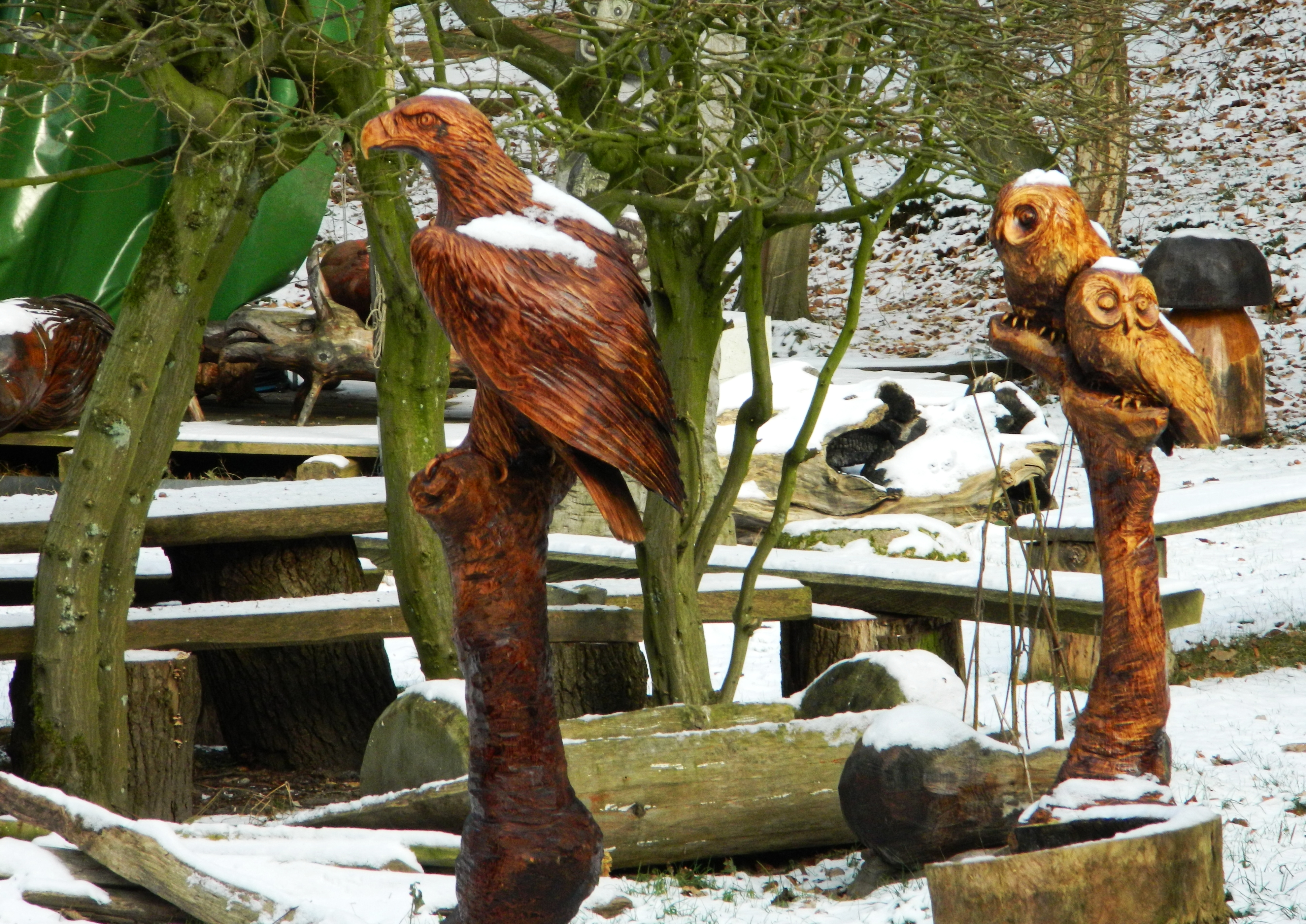
Adler und Eulen
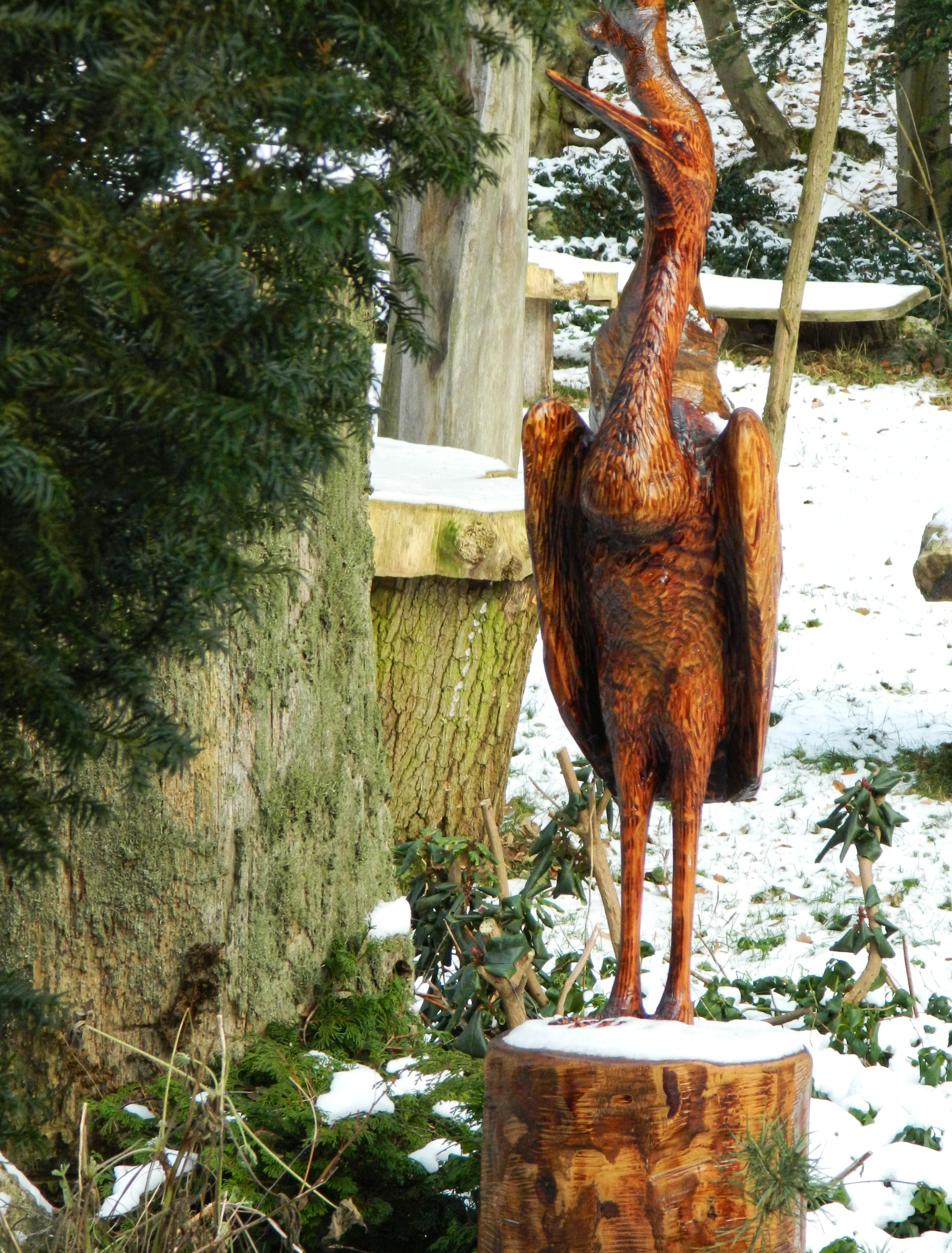
Der Fischreiher
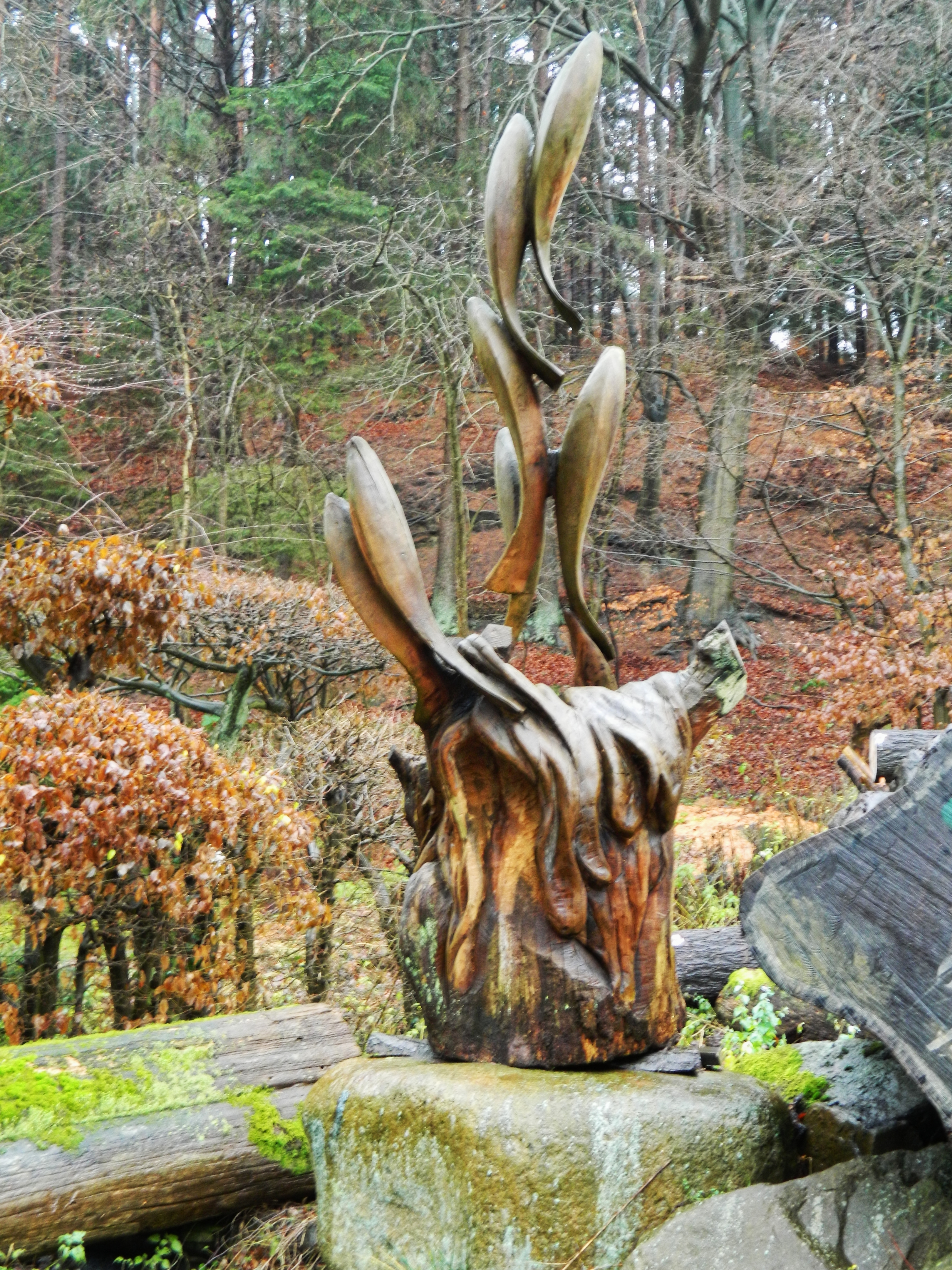
Feuer und Flamme
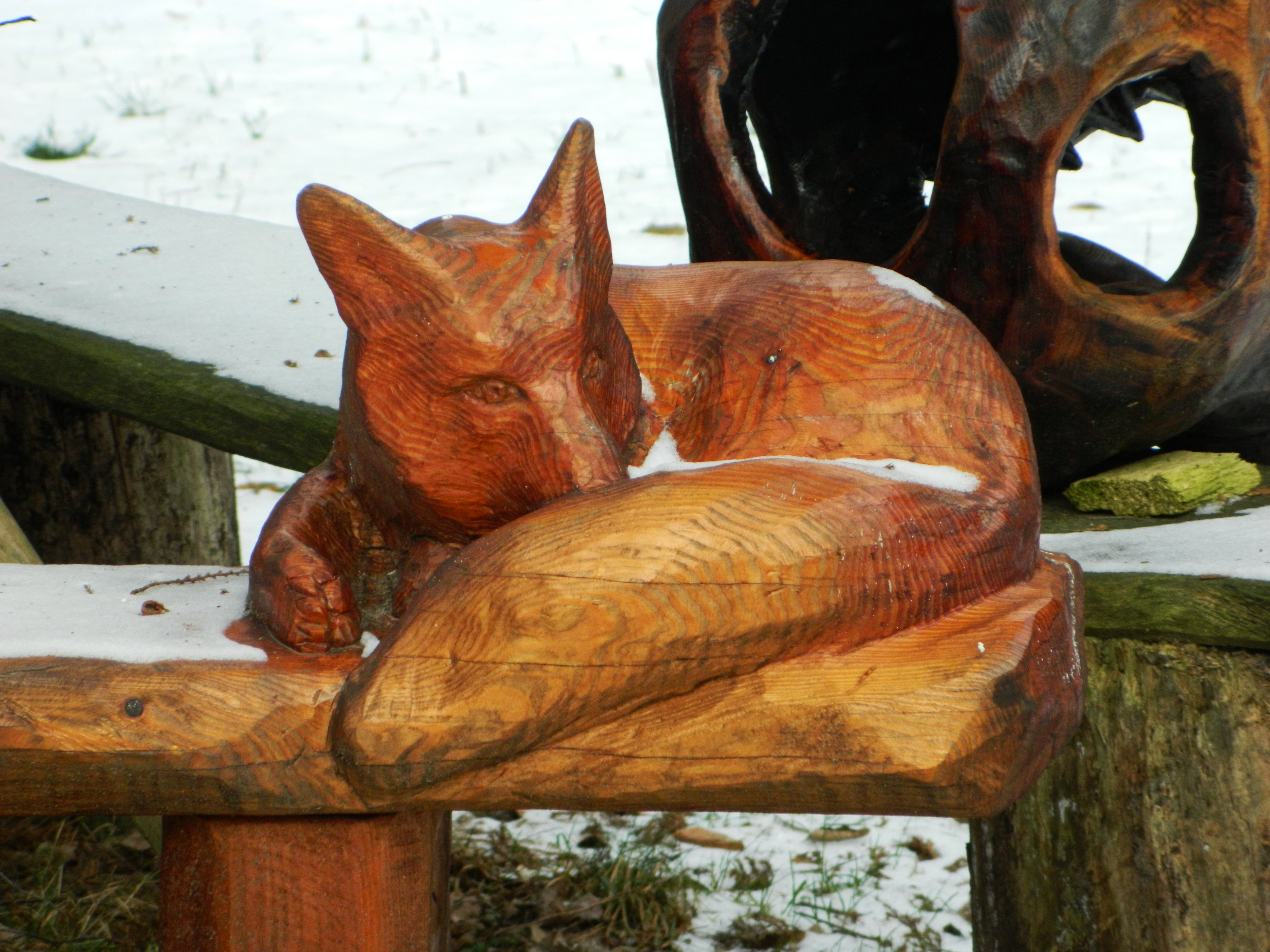
Die Fuchsbank
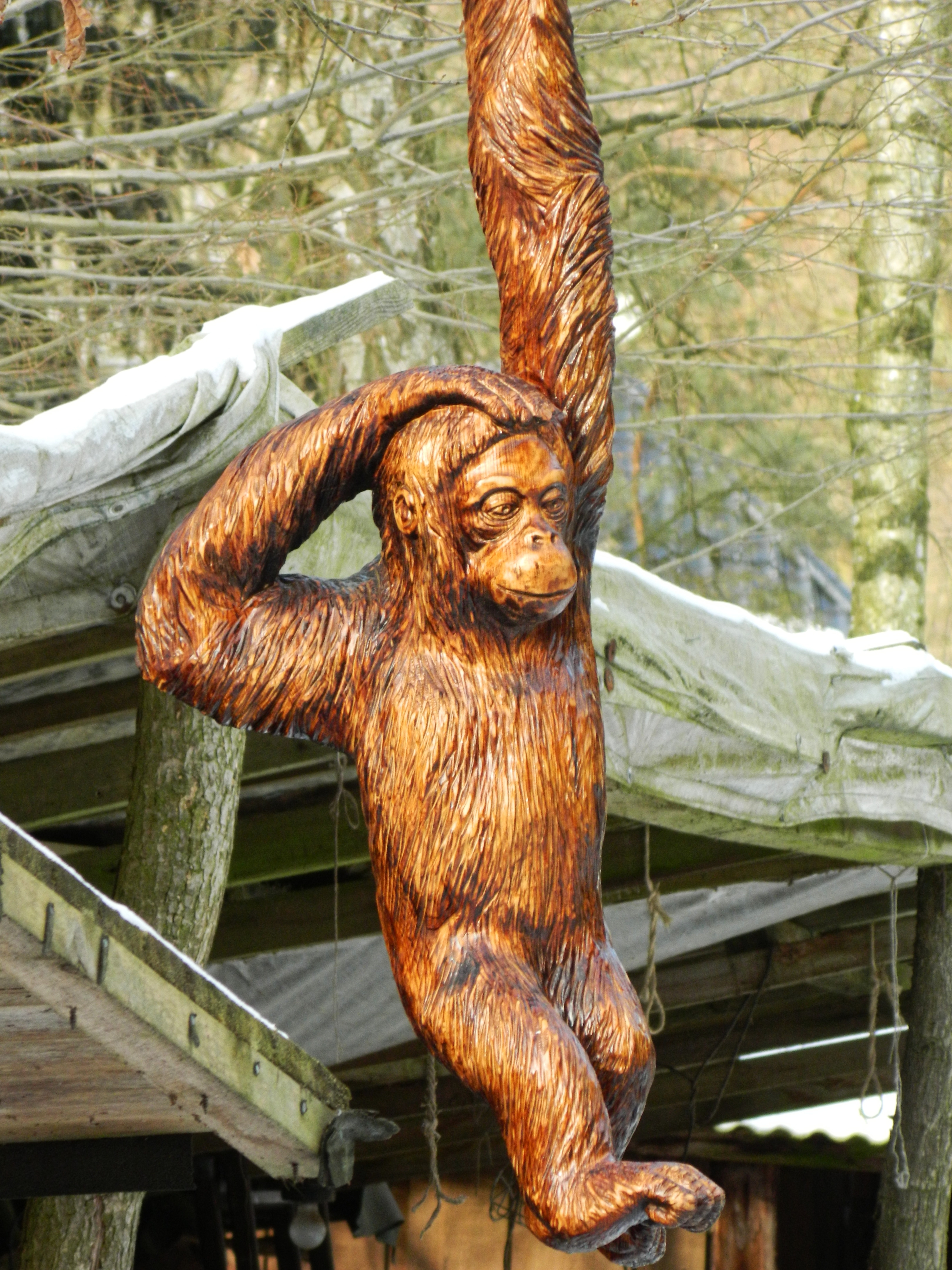
Holzskulptur Affe
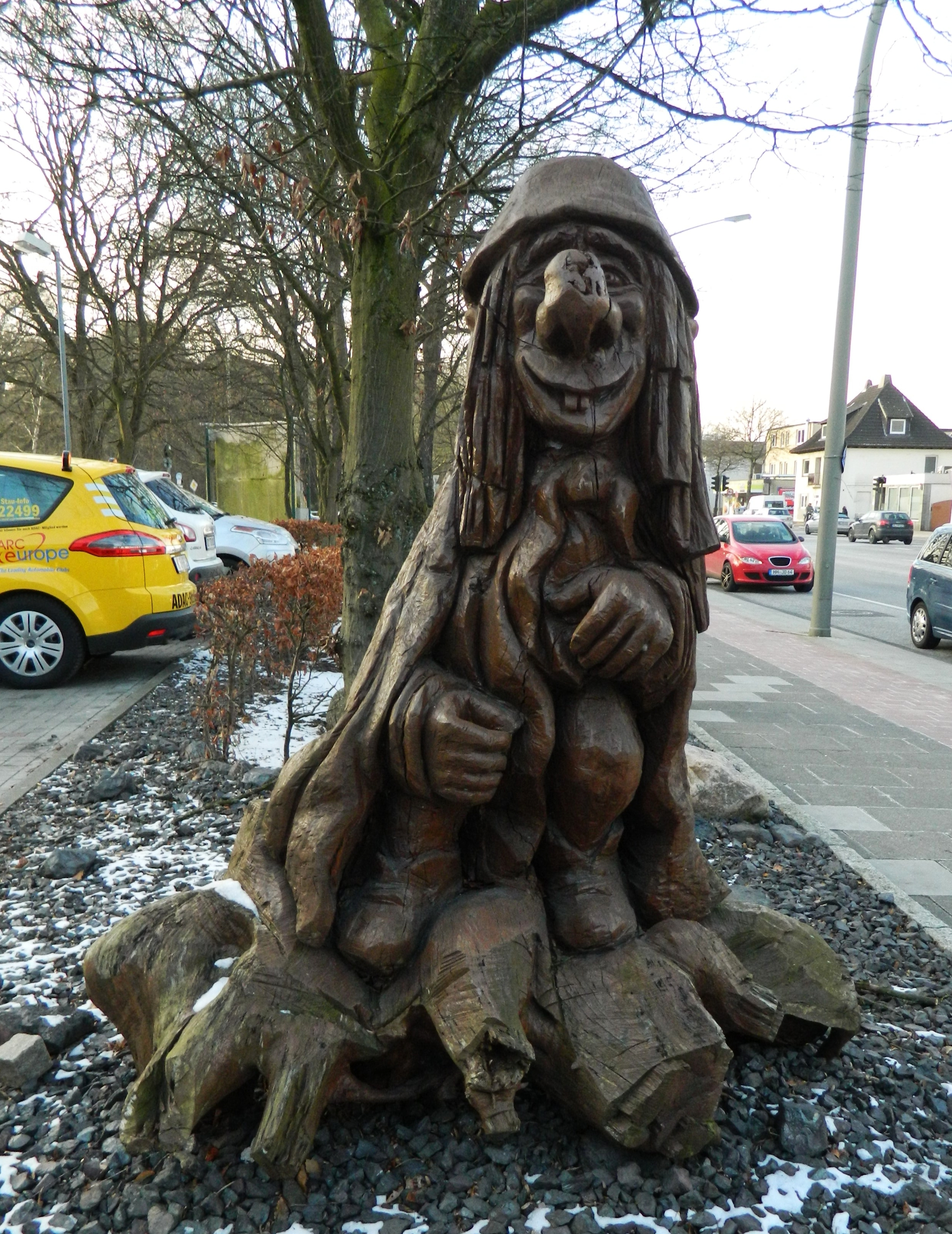
Der Rumpels
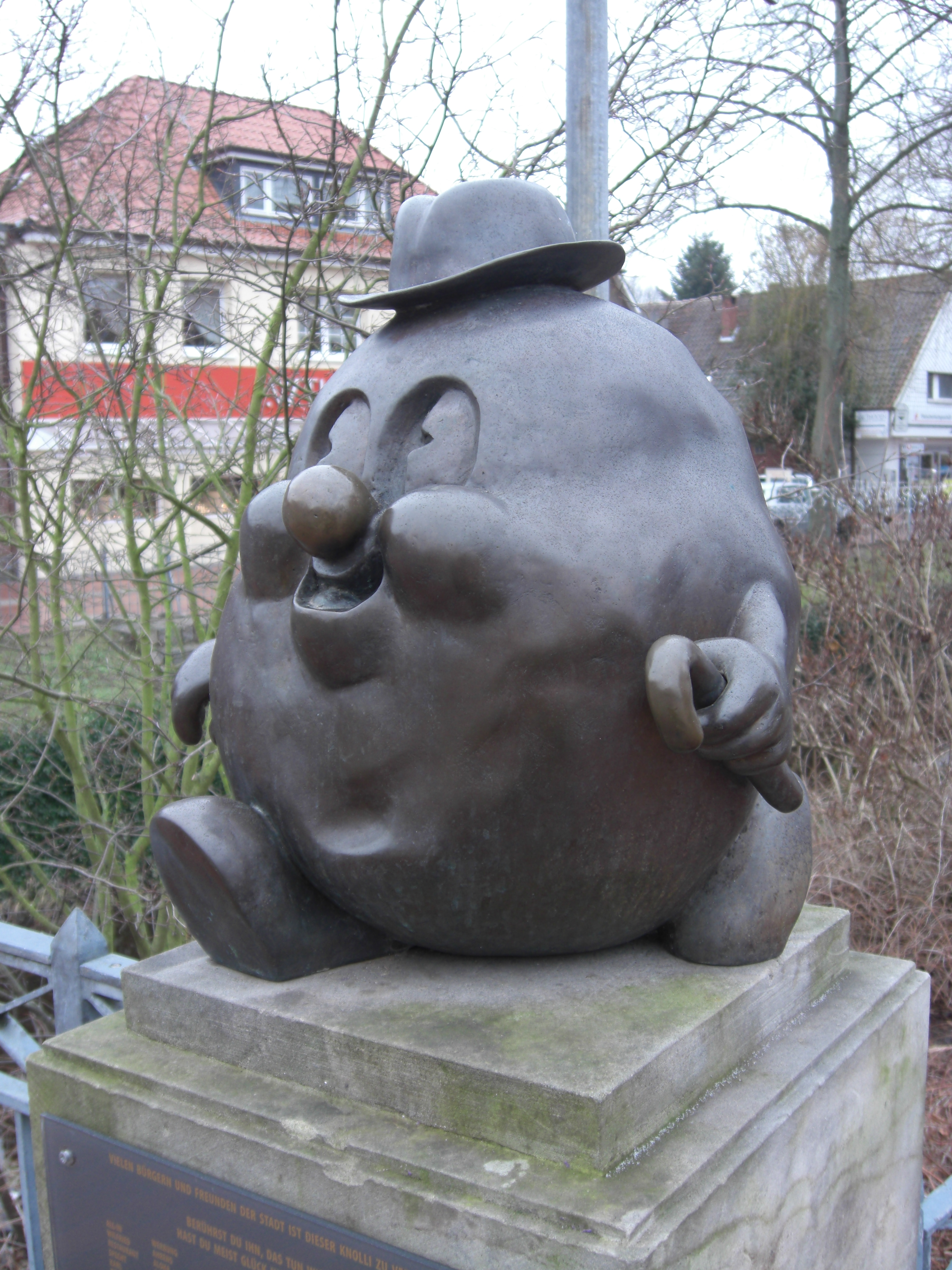
Kartoffeldenkmal in Rotenburg (Wümme)